# Refuge faunique national Becharof
Pour les articles homonymes, voir Becharof.
Le Refuge faunique national Becharof (en anglais : Becharof National Wildlife Refuge) est une réserve faunique située en Alaska aux États-Unis, dans la chaîne aléoutienne. Son statut a été établi en 1980 par l'Alaska National Interest Lands Conservation Act.

## Description
D'une superficie de 4 856,46 km2, le parc a été établi en 1980 pour la sauvegarde des ours bruns et autres mammifères, des saumons, des oiseaux migrateurs et maritimes. Il s'étend sur toute la partie centrale et orientale du Borough de Lake and Peninsula, mais a été étendu sur la partie est du Borough de l'île Kodiak. Son administration se trouve à King Salmon.

## Histoire
C'est le président Jimmy Carter qui, le 1er décembre 1978 a créé officiellement le Becharof National Monument. Le refuge a été établi le 2 décembre 1980 par l'Alaska National Interest Land Conservation Act.
En 1989, la zone du refuge a été gravement touchée par la marée noire de l'Exxon Valdez.
D'importantes études ont été effectuées de 1995 à 1998 et en 2001-2003 pour l'étude de l'activité des oiseaux de mer, ainsi que du décompte des populations de caribous et d'élans, sous l'égide de l'université d'Alaska à Fairbanks.

## Géographie

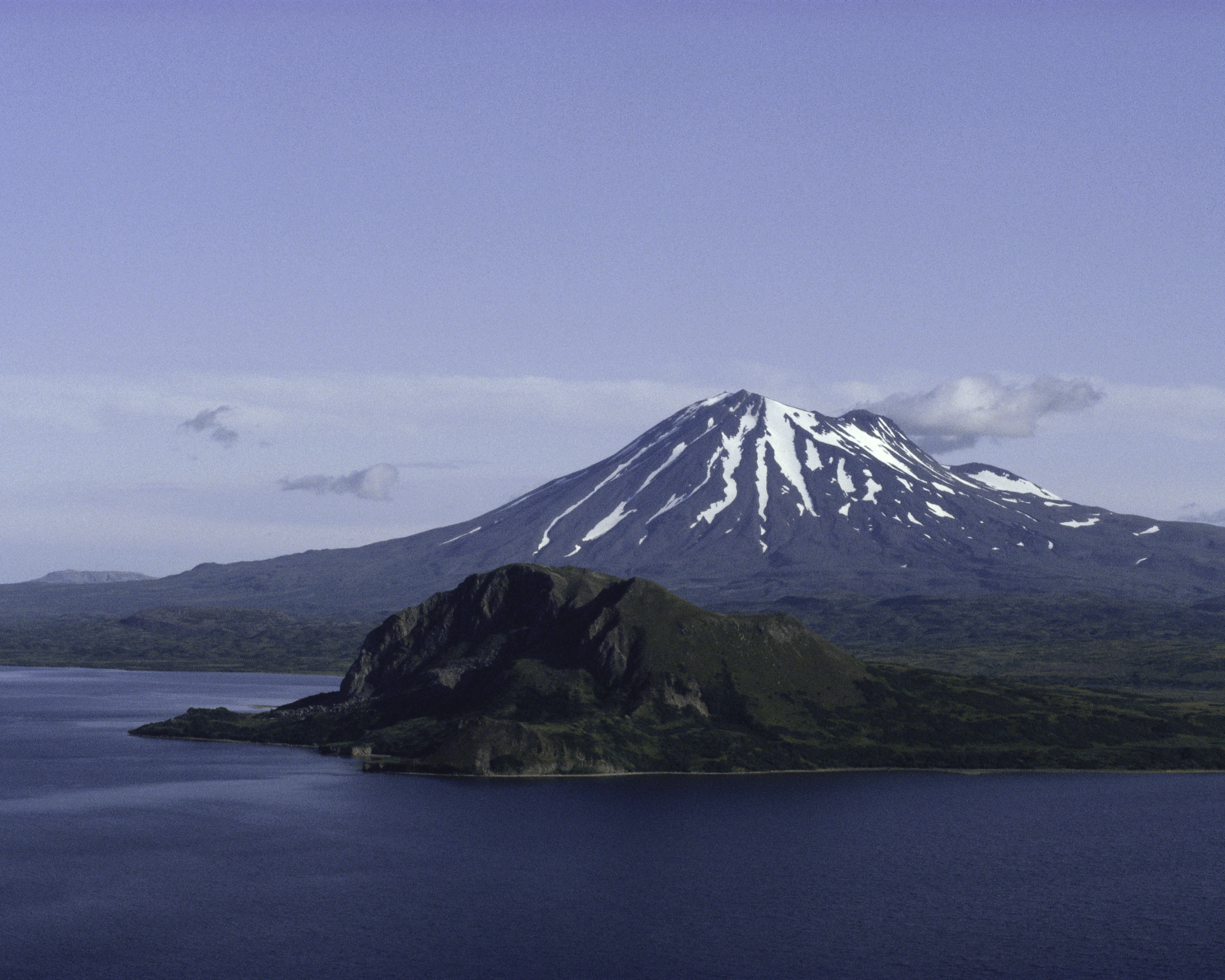
Le refuge Becharof avec le volcan Ugashik-Peulik au fond

Le refuge Becharof est situé dans une région montagneuse côtière où se trouve le volcan Ugashik-Peulik. C'est une zone de falaises et de larges vallées, de fjords et de lacs glaciaires. Le lac Becharof se trouve à l'intérieur du parc, et contient une très importante population de saumons.
Le bassin de la rivière Naknek représente une importante zone de nidification pour de nombreux oiseaux dont l'activité est surveillée en permanence par des scientifiques.

## Faune

### Mammifères
Le refuge faunique héberge une forte concentration de différents mammifères terrestres ou aquatiques, : Ours noir, glouton, castor, caribou, élan, renard, loutre, blaireau d'Amérique, ainsi que des pinnipèdes, lions de mer et baleines.

### Oiseaux
Le refuge héberge de nombreux oiseaux aquatiques et terrestres qui y vivent tout au long de l'année ou qui viennent y nicher : harle bièvre, garrot à œil d'or, sarcelle à ailes vertes, bernache du Canada, fuligule milouinan, cygne siffleur, oie rieuse, canard colvert, canard pilet, canard souchet, macreuse à bec jaune, harelde kakawi.
Durant l'hiver, on peut aussi y observer :  
- Le lagopède des saules
- Le mésangeai du Canada
- La pie d'Amérique
- Le grand Corbeau
- Le paridae
- La pie-grièche grise et
- Le sizerin flammé [5]

## Photos du refuge

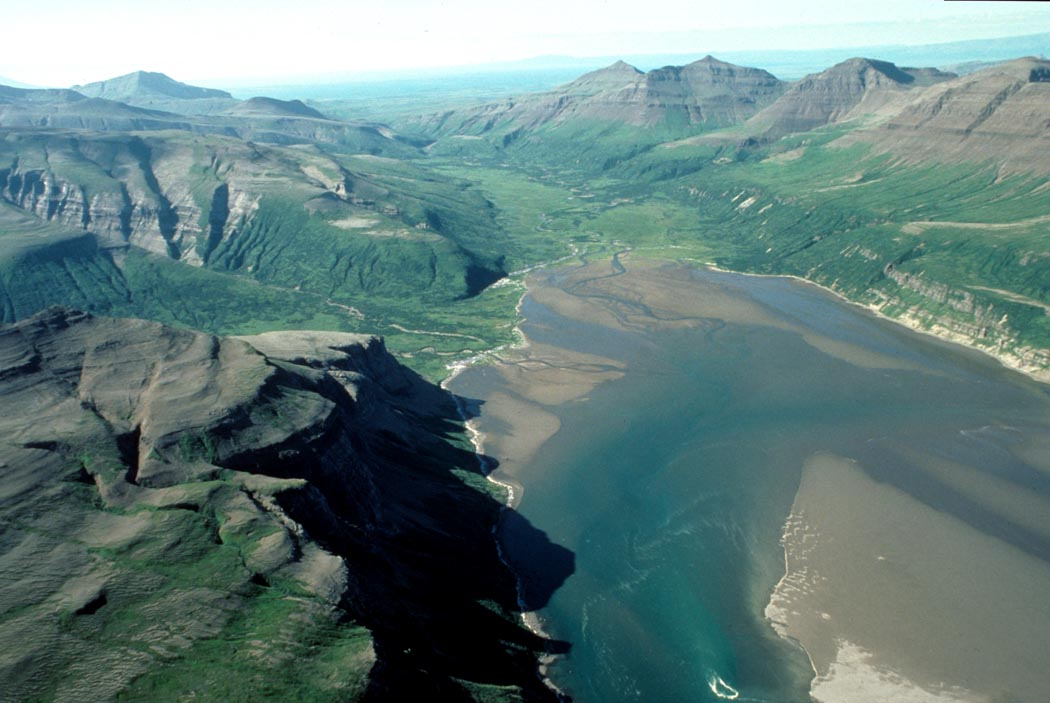
Dry bay
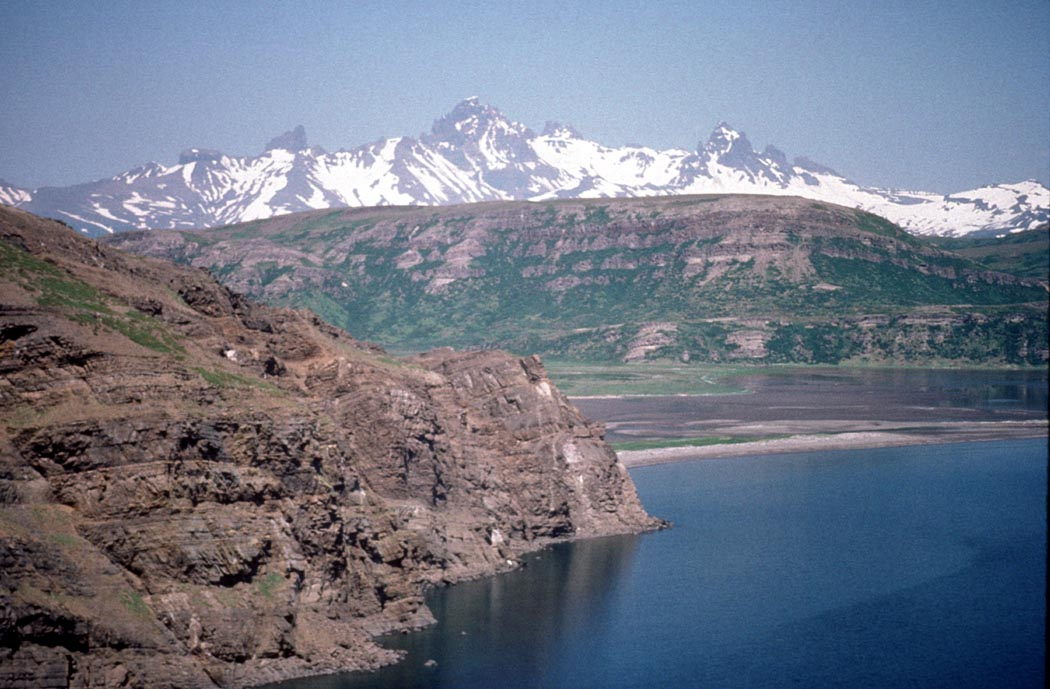
Falaise des oiseaux
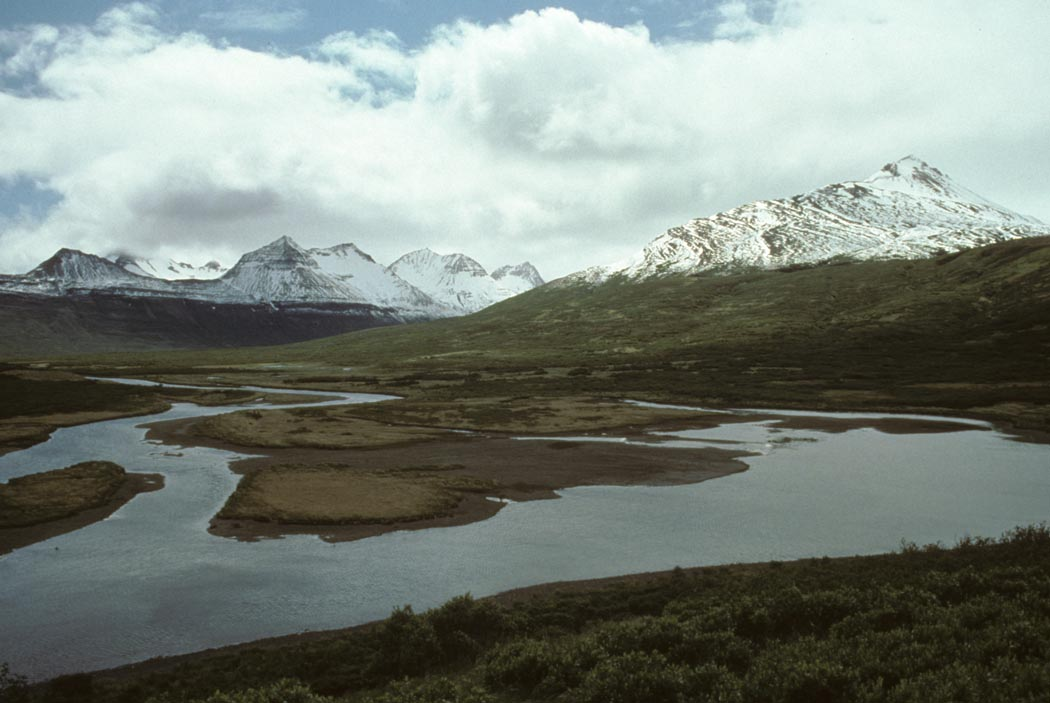
Rivière Ruth
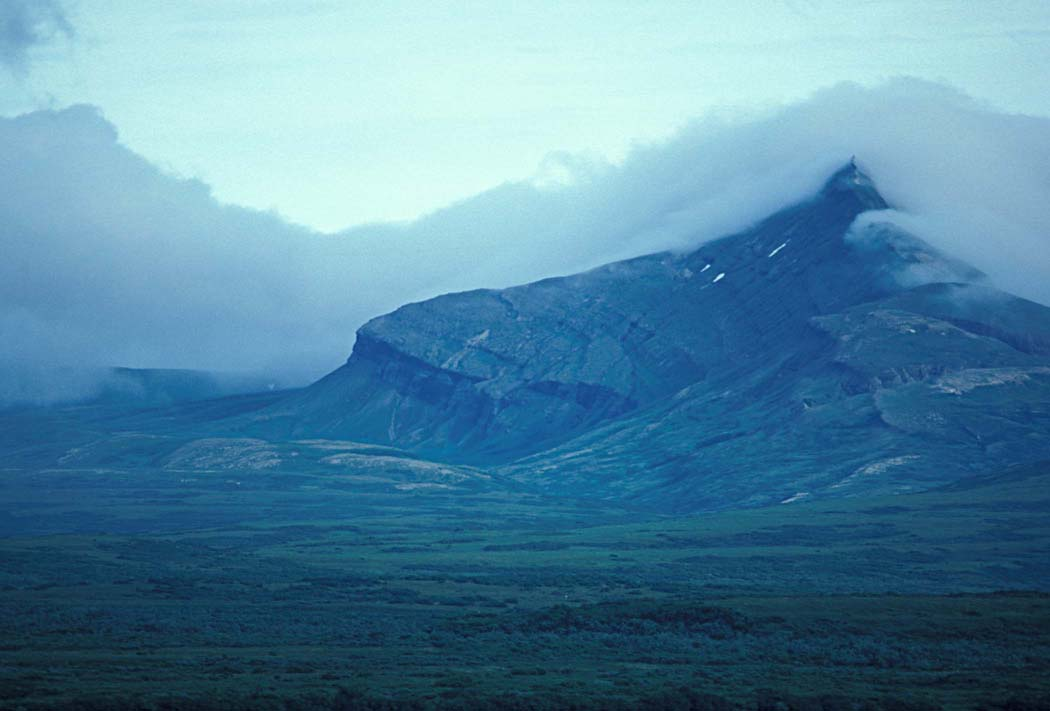
Vue du parc
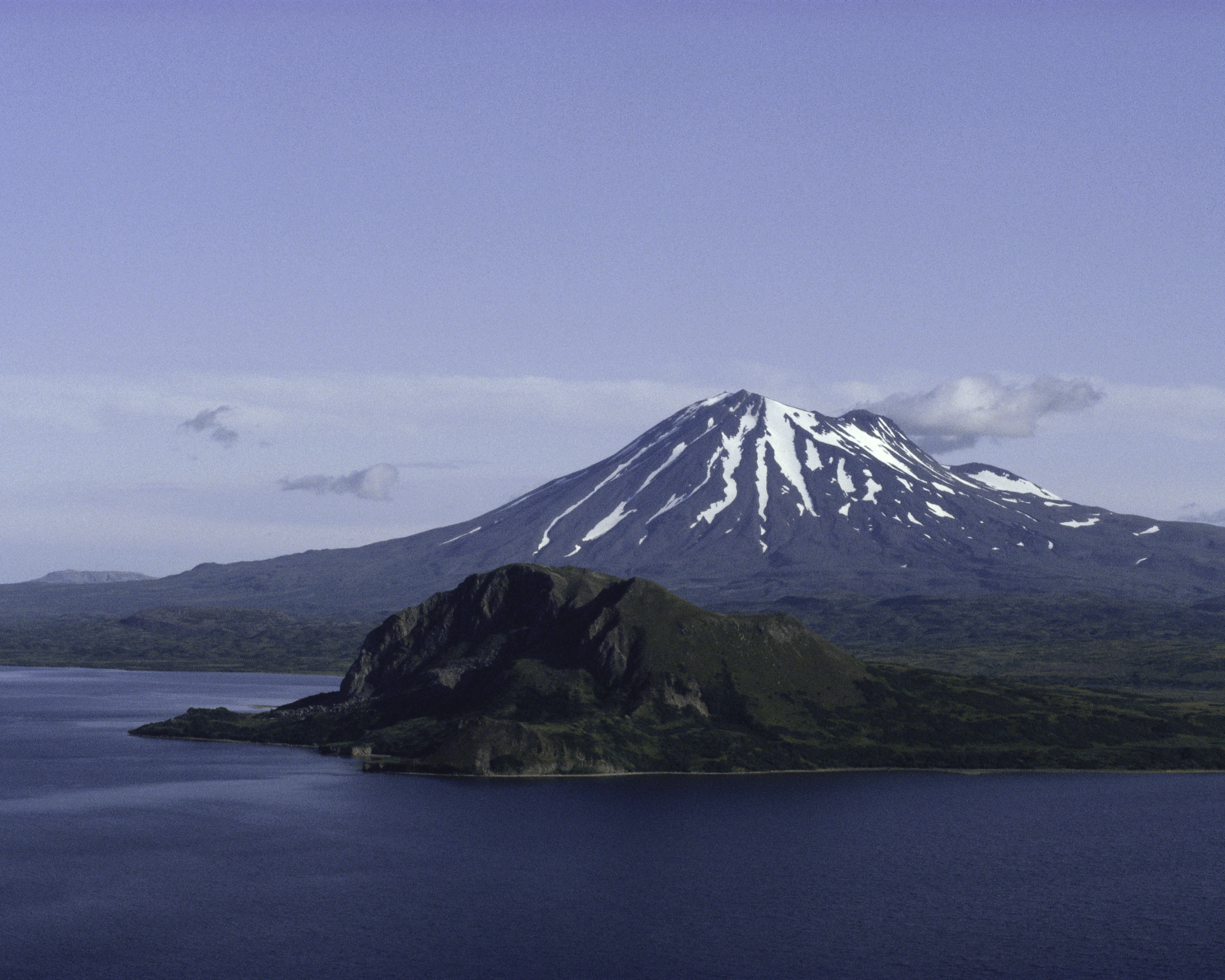
Volcan Peulik et lac Becharof
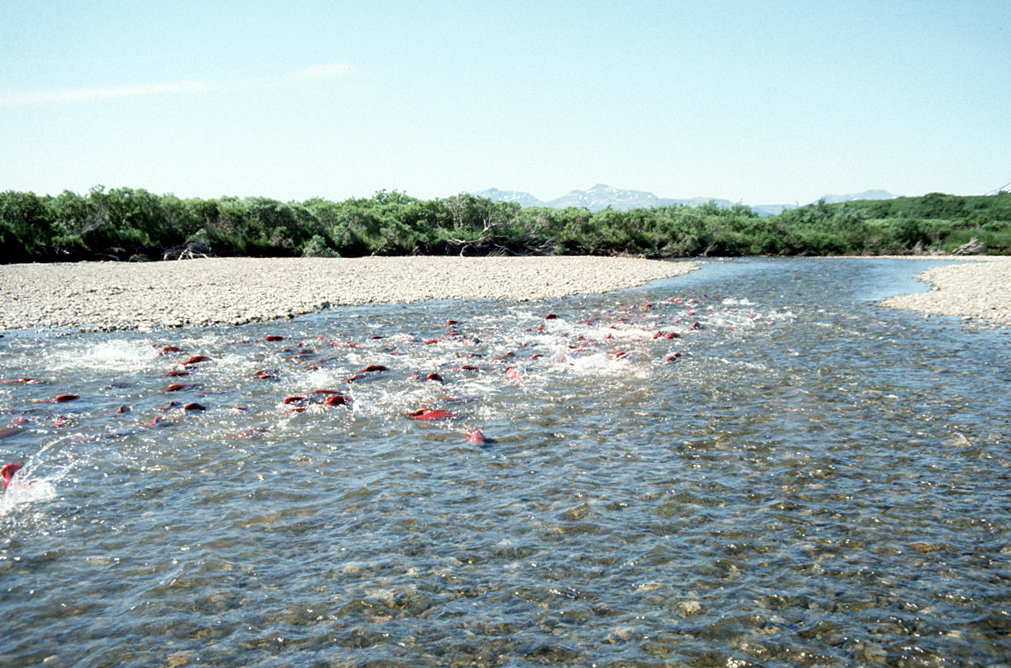
Saumons rouges à Becharof Stream
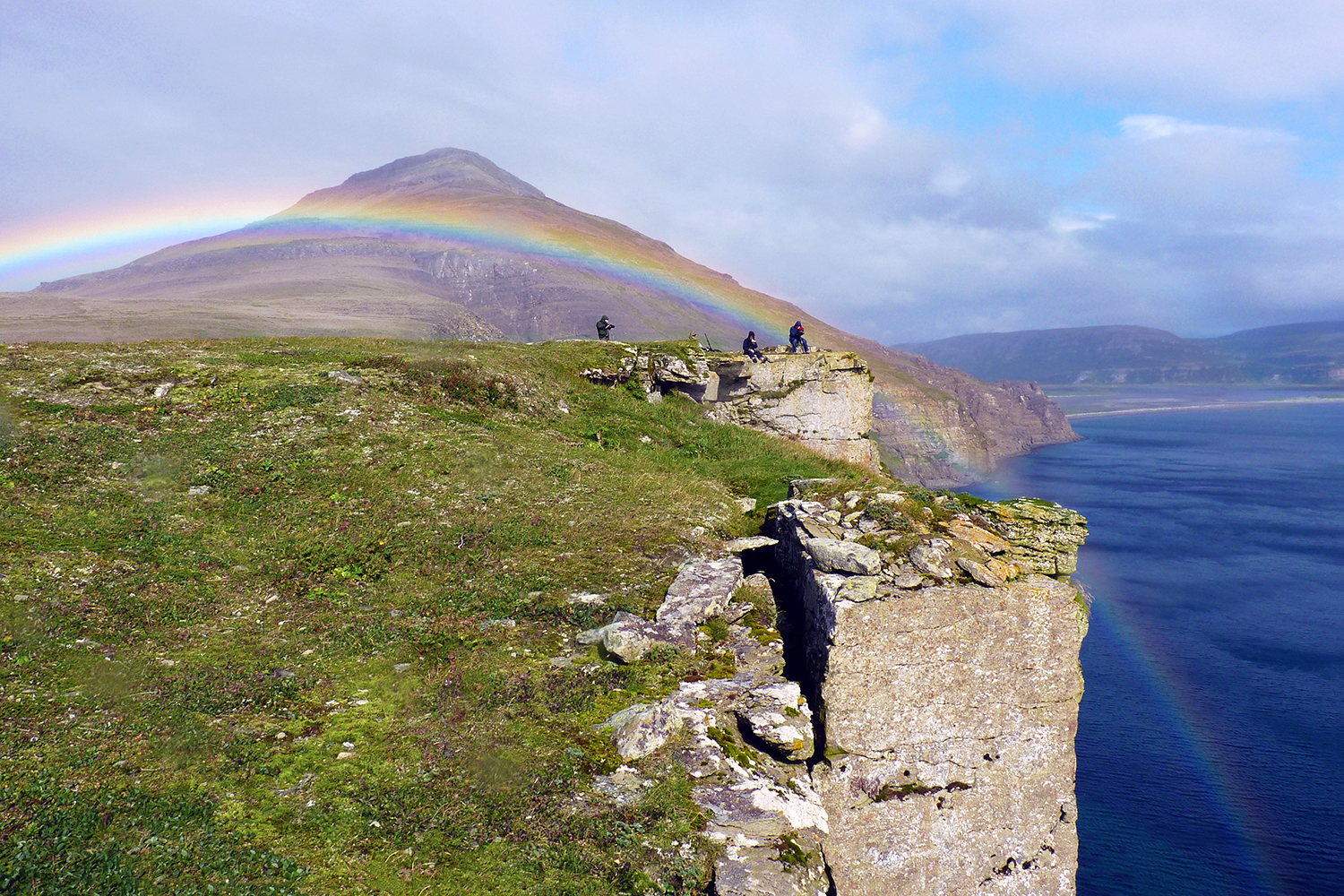
Falaises
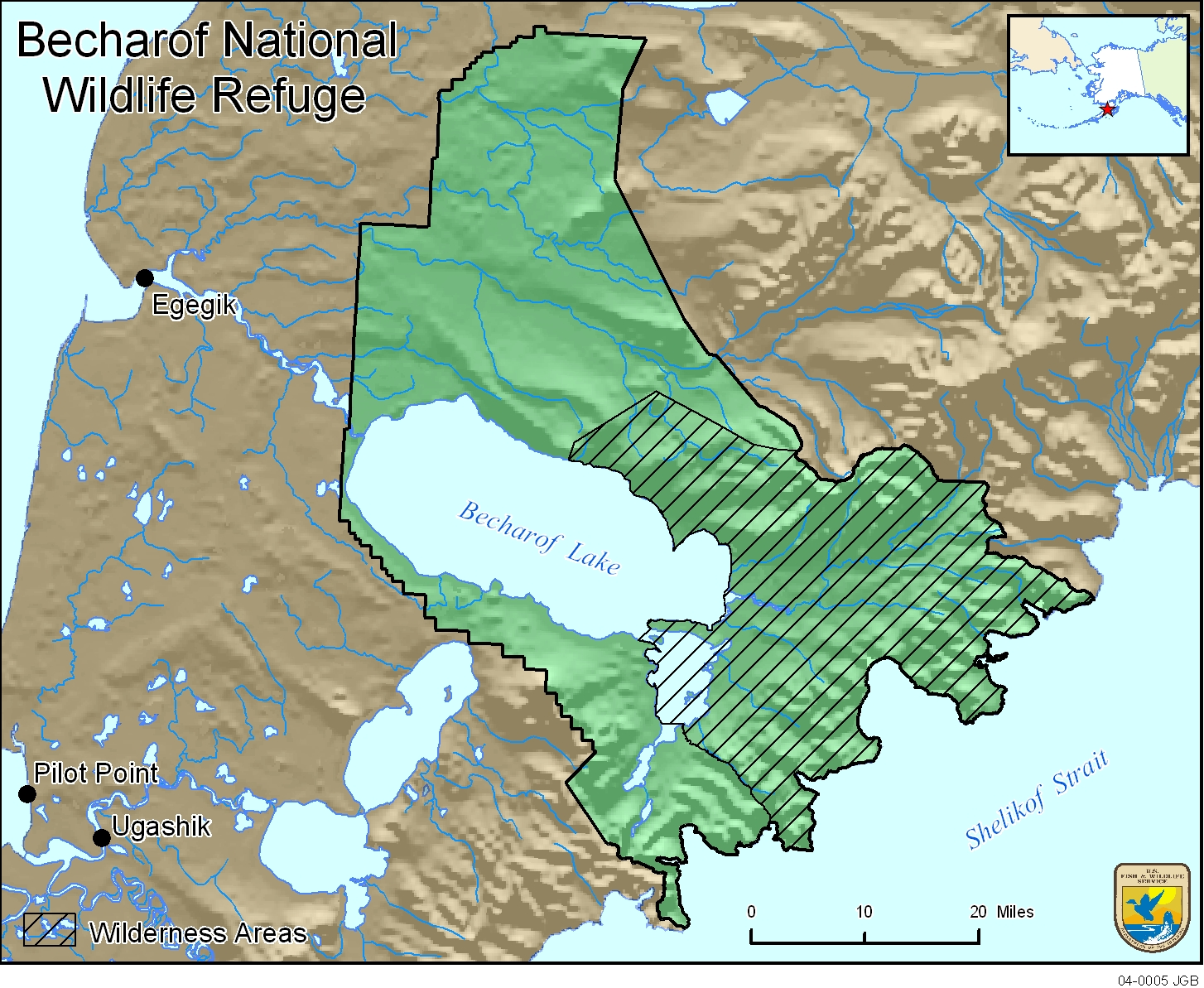
Carte du Refuge
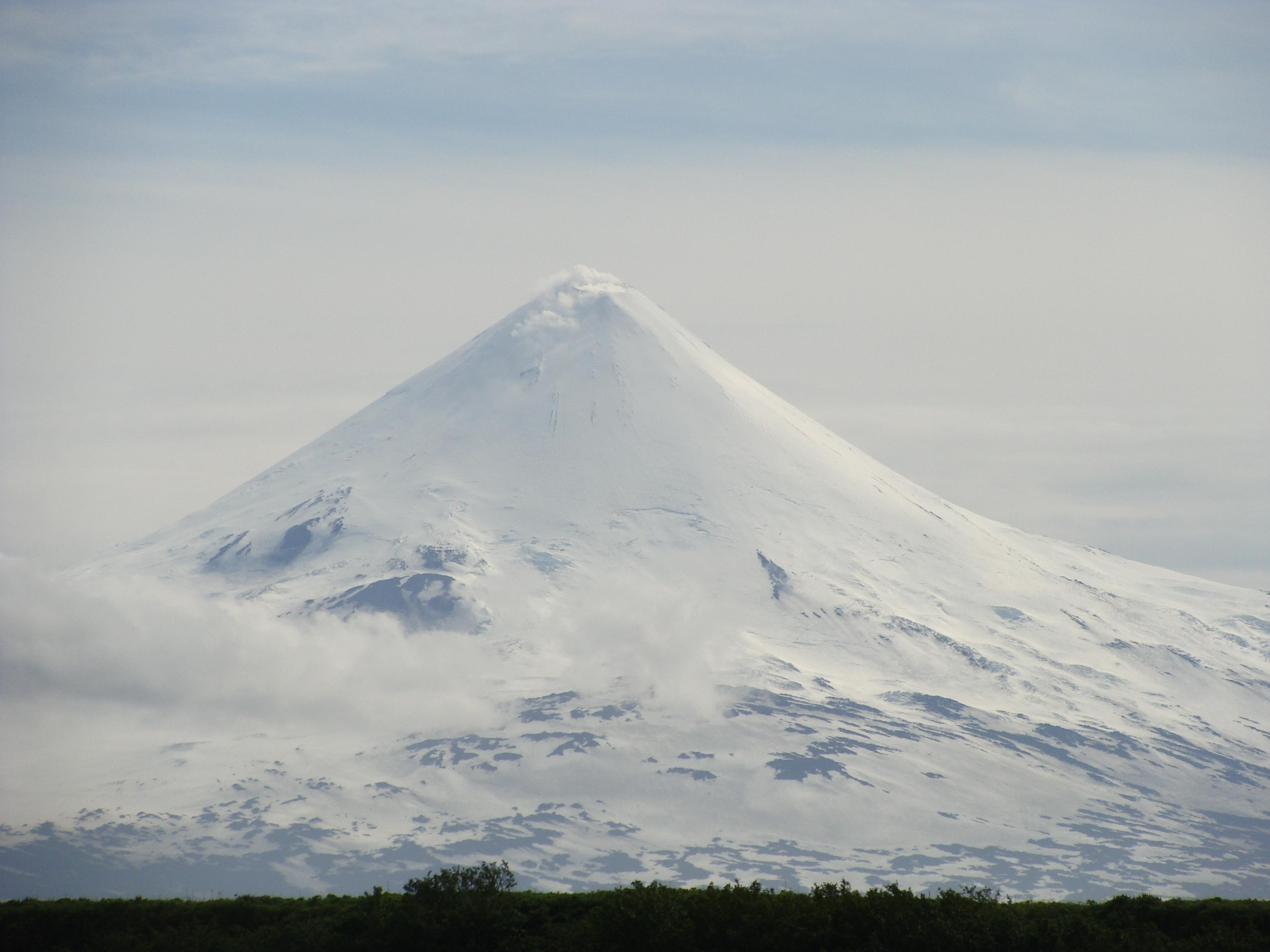
Volcan Izembek
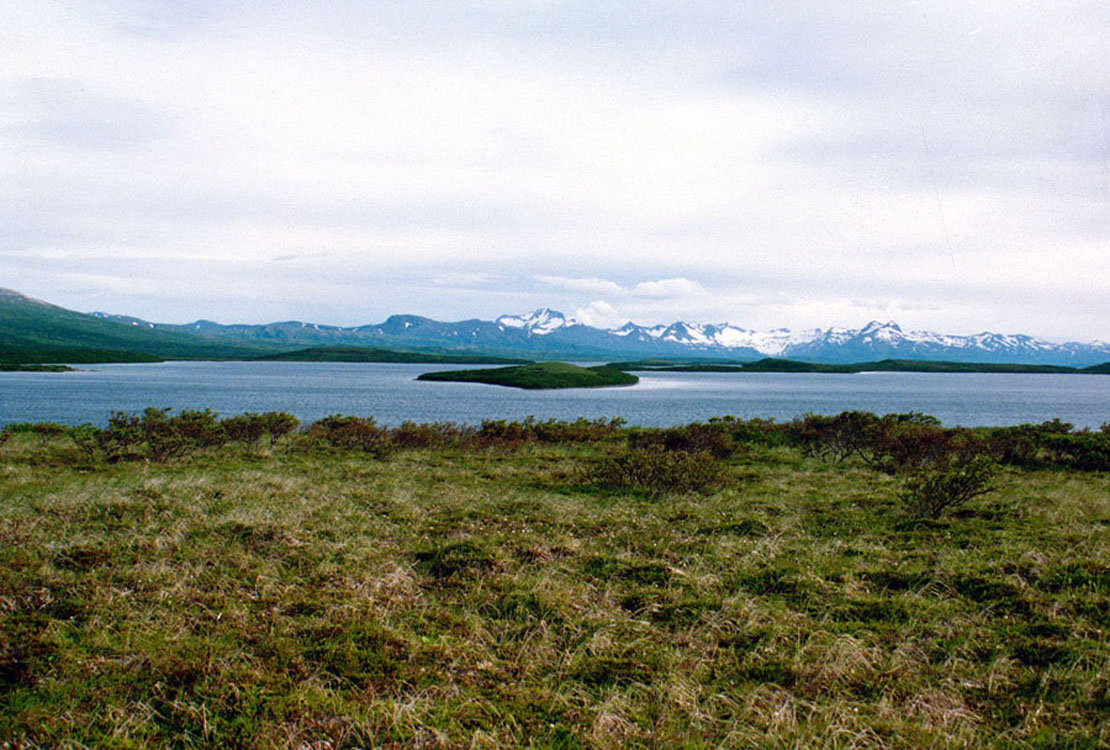
Becharof Lake